# ژروم توما
ژروم توما (فرانسوی: Jérôme Thomas‎؛ زادهٔ ۲۰ ژانویهٔ ۱۹۷۹) بوکسور اهل فرانسه است.